# Emil Benecke

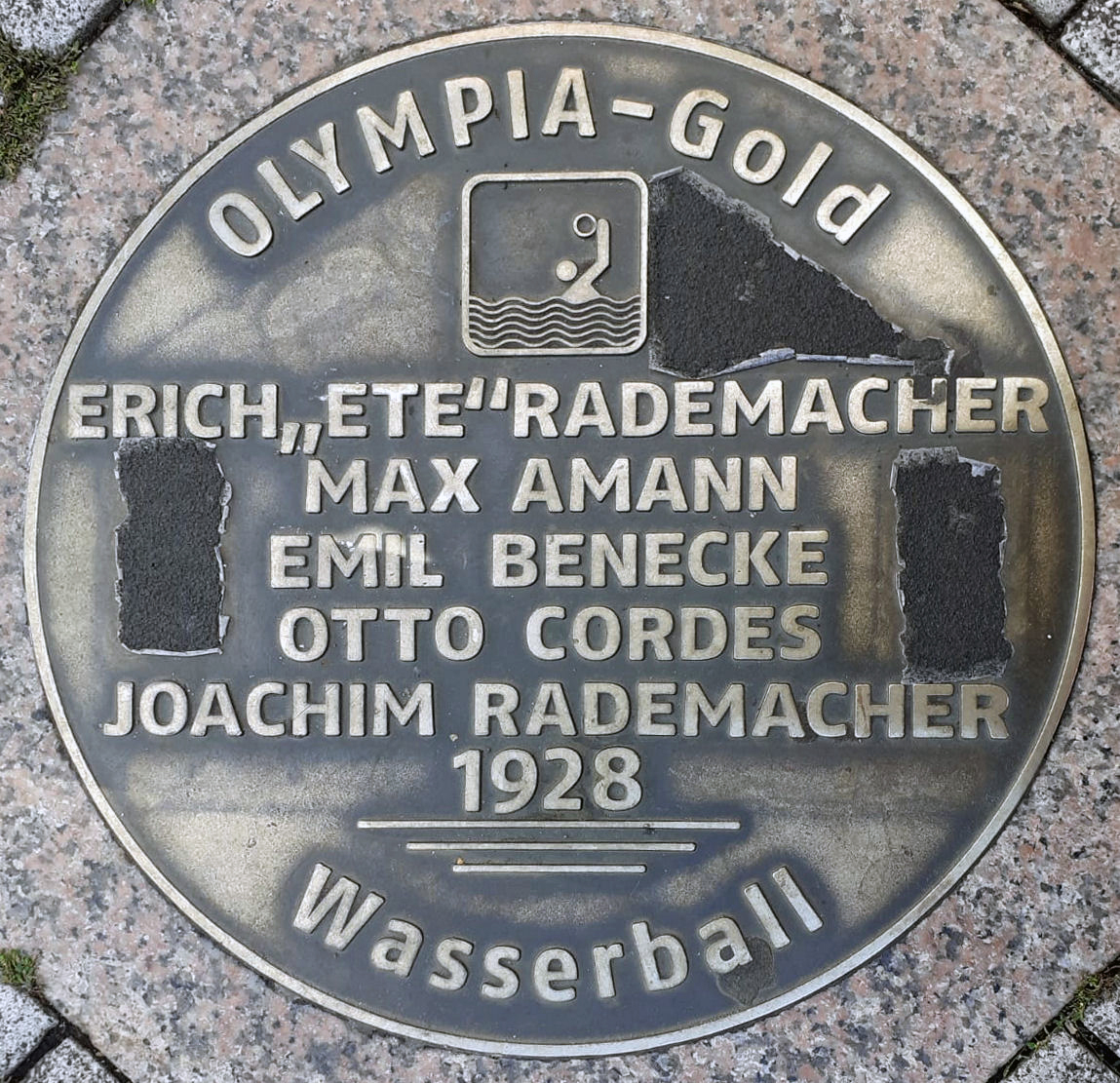
Sports Walk of Fame in Magdeburg

Emil Kurt Benecke (* 4. Oktober 1898 in Magdeburg; † 12. August 1945 in Riga) war ein deutscher Schwimmer und Wasserballspieler.
Benecke war der Sohn des Kaufmanns Gustav Adolf Emil Benecke und dessen Ehefrau Emma Anna Clara geb. Berger. Seine ersten Erfolge stellten sich dem für den SC Hellas Magdeburg startenden Schwimmer im Jahr 1917 ein, als er Deutscher Kriegsmeister über 1500 m Freistil wurde. Bei den Deutschen Meisterschaften 1918 konnte er diesen Erfolg wiederholen, bei den Deutschen Meisterschaften 1920 errang er den nationalen Titel über 400 m Freistil.
Neben dem Schwimmen spielte er auch Wasserball und wurde 1922 und 1924 Deutscher Meister. Bei den Olympischen Spielen 1928 in Amsterdam, an denen erstmals nach dem Ersten Weltkrieg auch wieder deutsche Sportler teilnehmen durften, wurde er mit der deutschen Wasserballmannschaft Olympiasieger, vier Jahre später gewann er bei den Olympischen Spielen in Los Angeles nochmals Silber im Wasserball.
Emil Benecke starb kurz nach dem Ende des Zweiten Weltkriegs in sowjetischer Kriegsgefangenschaft.